# 2009年中国足坛腐败案
2009年中国足坛腐败案，是指中华人民共和国公安部自2009年10月开始公开的在中國足球領域的一次大規模追查賭球、行贿、操纵比赛等违法犯罪行为的事件。与以往体育界、足球界类似调查不同的是，國家體育總局以及負責足球事務的中国足球协会并未直接參與該次行動，只負責配合公安機關行動。在事件进程中，中国足球界的最高领导、原中国足协专职副主席、国家足球运动管理中心主任谢亚龙、南勇，与其下属的杨一民、张建强等中国足协官员被逮捕、撤职，上海申花也被剥夺2003年中国足球甲A联赛冠军的称号，与中国足球界乃至体育界历次丑闻调查经常无疾而终或者仅处理中下层出现的问题的情况形成了较明显的反差。

## 事件背景

### 足坛假球事件历史处理
2001年，中國足球甲B聯賽爆發甲B五鼠事件，成为中国足球第一次被确认的假球事件，不过中国足协在对于球队、教练员、球员进行了降级、禁赛等足球范围内的处罚后，事件转向司法介入。此后，五鼠之一的浙江绿城的老板宋卫平曾经公开承认自己向裁判行贿，并提供了受贿裁判的名单。但是最终只有被宋卫平供出的裁判龚建平一人承担了刑事责任，被判入狱，而且以一種很罕見的癌症於狱中病逝；宋卫平本人和其他涉嫌的裁判员并没有受到司法惩治。
2003年1月，中国足协纪律委员会在进行了一段时间针对“假球”“黑哨”事件的调查后，对相关俱乐部和俱乐部官员也进行了相应的处罚；其中山东鲁能、上海申花、浙江绿城被罚款人民幣80万元，江苏舜天、大连实德被罚款人民幣50万元，青岛颐中被罚人民幣30万元。此外，上述六家俱乐部的总经理——山东鲁能俱乐部总经理董罡、上海申花俱乐部原总经理郁知非（后因上海社保案入狱）、浙江绿城俱乐部总经理沈强、江苏舜天俱乐部原总经理潘强、大连实德俱乐部总经理徐明（后因薄熙来案入狱，不久因心脏病死于监狱）、青岛颐中海牛俱乐部总经理秦宁等六人也被给予了“严重警告”处分。
2004年，有新闻指因其它原因已经入狱的原深圳健力宝老板张海在狱中为了立功，举报了他了解的以前假球的情况，但没有任何结果。这则新闻在2009年底随着足坛扫赌的进展被再次提及，随后张海律师表明这是媒体炮制的假新闻。
2006年，《辽沈晚报》在掌握了假球证人证据的情况下，派专人向中国足协举报。足协最高层的负责人谢亚龙、南勇、杨一民联合接见，但是最终却以“媒体有什么捕获最好应该先与中国足协通气，自行发布的话，既难产生效果还容易打草惊蛇——中国足协将认真研究这批证据并迅速提请司法介入”的“套话”结束了事件，没有造成任何实质影响。

### 国家队成绩及球迷、觀眾觀感
中國足球自1994年實行聯賽職業化，雖然在初期曾經創造出火爆的足球市場，但是國家隊成績並沒有直觀的取得進步，反而在進入2005年后成績連年退步。雖然中國足協一直在不斷改革足球聯賽的運營模式，但並未收到任何成效。因為體制的不健全加上人為的暗箱操作，令一些原本對中國足球熱情很高的知名企業家紛紛退出足球市場。另外，因為中國成功的舉辦了2008年奧運會，中國代表團亦取得了金牌榜第一名的佳績，但是中國國家足球隊卻在國際比賽中一直保持不尽人意的成績，导致原本在中國體育界受众程度最高的中國足球，开始越來越不受到民眾的關注。
不仅如此，多年來的假球事件还令聯賽的觀賞性大減，而且毫無公信。每当碰到关键赛事，往往怪事频出——“名列前茅的强队经常被保组心切的弱队以大比分横扫；积分垫底‘输不起’的球队时常能获得一个「雪中送炭」的点球；平时生龙活虎的球员有时会像梦游一样在赛场上不停出现低级失误。”尤其比赛前已有铺天盖地的关于放水、假球的预言，大量北京球迷和北京报刊戲稱甲A為「假A」聯賽。這是由於「甲」「假」二字在北京官话中同音。這绰号後來也流行于国内其他汉语方言区。

### 中国官方對足球的態度
2001年的甲B五鼠事件，不仅震驚全國，多位中共中央政治局常委及国务院副总理亦表態要求公安部和體育總局對事件嚴查。2002年中国国家男子足球队首次参加世界杯出局后，一位不具名的中国国家领导人致电时任国家体育总局局长袁伟民，表示“中国足球的水平大家心里都有数；中国足球有希望，但阻碍发展的毒瘤也很严重；足球主管领导要有用十年时间营造一个健康的发展环境的决心；如果体育主管部门觉得权力范围有限，毒瘤的问题可以交给其他部门。”
中华人民共和国公安部自1999年就開始醞釀打擊中國足球界的賭球行業。2001年甲B五鼠事件发生后，中国足协懲罰了多個球隊，但並未深度調查賭球集團。在此後的數年中，公安部亦連續打掉多個賭球集團，但並未產生大範圍的效果。
2009年10月開始，中國北京高層開始對中國足球未來發展和近況連連表態，包括中共中央政治局常委、國家副主席習近平、國務委員劉延東等。10月15日，正在德國訪問的習近平在出席中國德國醫藥衛生領域交流合作會議上提到：“我自己非常喜歡足球。舉辦完奧運會后，中國下了一個決心：既然我們其他運動員可以拿到金牌，那麼足球啊，一定要下決心搞上去，但是這個時間會很長”。而在同一時間，國務委員劉延東則出席了在青島召開的“中國足球座談會”。
10月21日，时任中共中央總書記胡錦濤在全運會期間与容志行握手时表示：“中國足球改革勢在必行，足壇要繼續發揚志行精神。”這亦證明了北京高層一直都在關注發展不良的中國足球，而胡錦濤、習近平的幾乎同一時間表態亦被認為不是偶然。此外，原中国国务院总理溫家寶亦曾表示自己最喜歡的運動就是足球，在2006年5月22日與德國總理默克爾會面時，他曾表示自己會半夜起床看世界杯，并表示時任聯合國秘書長的科菲·安南希望到德國看最後的決賽。當天他亦曾在中國德國第四次高技術對話論壇上引用德國著名足球運動員貝肯鮑爾的例子：“有人將貝肯鮑爾比作一位鎮定的工業家。我真誠地希望，德國的企業家們都能像貝肯鮑爾一樣，在激烈的競爭中把握機遇，快速而鎮定地調整自己的位置。”而前中國領導人鄧小平亦是一個鐵杆的足球迷，在1980年代曾提出過“足球要從娃娃抓起”的口號。
在高層表態后，中國國家體育總局副局長肖天表示體育總局應該承擔相關責任，新華社亦發表時評表示中國足協必須要承擔責任。

## 事件调查

### 起因
2007年，当时的中国足球超级联赛球队辽宁足球俱乐部梯队组成辽宁广原应邀参加新加坡职业足球联赛。但在赛季结束前，辽宁广原俱乐部发生了球队职员、球员涉嫌赌球和打假球的丑闻，最终数名球员被判刑，而球队总经理兼领队王鑫则逃回中国。2008年底，新加坡警方通过国际刑警组织发送红色通缉令全球通缉王鑫。公安部部署辽宁省公安机关协助调查此案，并在4月份将王鑫抓获。调查中发现王鑫不但涉嫌在新加坡操纵球队打假球，在国内也有相似的举动。至此，中国足坛反赌风暴拉开序幕。

### 公安部介入
2009年8月25日，公安部指派遼寧省公安廳負責成立“825”专案组，10月以后专案组的工作逐渐引起广泛关注，在全國大範圍調查足球界相關人士，國家體育總局和中國足協參與配合。根據中央電視臺2009年11月透露，足壇有上百人在接受未被公開的調查。

### 后续
本次反赌风暴虽然起到了一定的震慑效果，使足坛“假赌黑”暂时得到了清除。遗憾的是，由于以陈永亮为首的部分贪腐官员漏网，最终在2022年中旬引爆了第三次反赌风暴，这群逍遥法外的漏网之鱼最终得到了应有的惩罚。

### 知名的问题比赛

#### 2003年上海申花对阵上海国际
| 上海申花                                | 4-1 | 上海国际     |
| --------------------------------------- | --- | ------------ |
| - 张玉宁 33', 41', 74' - 佩特科维奇 55' |     | - 奎瓦斯 53' |

2011年3月30日相关媒体报道，2003年11月9日甲A联赛第25轮上海申花对阵上海国际的当值主裁判陆俊以及中国足协官员张建强在比赛前“收受上海申花方面共计70万元人民币赃款”，并在比赛中“试图通过种种手段影响上海国际的发挥”。然而，在丹东市检察院提审他的一段讯问笔录中，陆俊却明确承认：“我没有关照（上海申花队），这种比赛4:1的结果是非常悬殊的，说明上海申花队很有实力。有录像为证。当时我罚上海中远队一张红牌，别人可能以为我关照了上海申花队，但是那张红牌罚的一点问题都没有。”原足管中心主任谢亚龙在受审时当庭翻供，亦表示其在接受采访时“所说的全部是假话”。

#### 2003年上海国际对阵天津泰达
| 上海国际   | 1-2 | 天津泰达              |
| ---------- | --- | --------------------- |
| - 王云 90' |     | - 张烁 41' - 芦彦 79' |

中国足协规定以2002年甲A排名的一半加上2003年甲A排名为中超积分以决定2004年新赛季中超的参赛球队。这导致最后一轮比赛，重庆力帆要想进入来年的中超名单，必须输给青岛贝莱特，且希望正在争冠的上海国际能够击败或战平天津泰达康师傅，使得当季青岛队排在天津队之前，这样天津队将因中超积分超过重庆力帆而降级。
在2003年11月30日的最后一轮赛事中，主场重庆球迷为青岛队加油，重庆队也以1比3顺利地输给了青岛队。然而上海国际却以1比2爆冷输给了天津泰达。这使得天津泰达得以进入中超名单，重庆力帆降级（不过重庆队之后通过收购云南红塔的参赛资格依然得以参加来年的中超）。上海国际也落后上海申花1分而屈居亚军（后来申花因与国际比赛中贿赂裁判陆俊而被剥夺冠军，03年甲A冠军留空）。
2012年查明，2003年当时中国足协副主席南勇不希望重庆队“输球才能保级”而使足协规则受人耻笑。而天津泰达老总张义锋希望用1200万元向上海国际投资人徐泽宪买一场胜利，但被拒绝。于是经南勇牵线，张义锋找到了上海国际队与中国国家足球队球员申思，其联系了俱乐部和国家队队友江津、祁宏和小李明，上海国际输给天津泰达后，四人领取了赃款共800万元。申思被判处有期徒刑6年，另外三名国脚被判处有期徒刑5年6个月。

#### 2006年广州对阵山西
| 广州医药                                           | 5-1 | 山西路虎     |
| -------------------------------------------------- | --- | ------------ |
| - 舒马赫 19', 81' - 卡拉乌迪 25', 71' - 李志海 32' |     | - 雷纳多 66' |

2009年11月26日，公安部首次对外公布案情进展，证实在2006年8月19日中甲联赛广州医药对山西路虎的比赛前，时任广州医药队领队的杨旭向山西路虎俱乐部总经理王珀等人支付了20万元，最终广州医药主场5比1击败对手。而王珀在大连长波当总经理时也曾经指挥球员踢假球，此外2007年时由于呼和浩特足球俱乐部的董事会将俱乐部转交给了王珀，该队球员拒绝踢假球而罢赛，被中国足协裁决终止资格，并被迫解散。因为这一事件，2009年中超联赛年度颁奖典礼，取消了“公平竞赛奖”和“最佳赛区”这两个奖项。
2010年2月21日，中国足协确定对广州医药俱乐部涉假的处罚，广州医药直接降入中甲。

#### 2006年广州对阵浙江
| 广州医药                      | 3-2 | 浙江绿城                |
| ----------------------------- | --- | ----------------------- |
| - 卡拉乌迪 6', 53' - 李岩 29' |     | - 奥兰多 37' - 黃隆 92' |

2010年1月27日，公安部公布新一场确认假球的比赛，广州医药在2006年通过原中国足协联赛部范广鸣、前山东鲁能退役球员冷波与邢锐三人从中联系，向浙江绿城的球员沈刘曦及胡明华行贿，指使球员在9月9日中甲第19轮广州与浙江的比赛中踢假球。广州方面提供的贿赂总金额为150万。同时辽宁公安厅发布通缉令通缉尚未归案的胡明华，举报奖金仅为500元人民币。28日，胡明华在北京投案自首。

#### 2007年青岛海利丰对阵成都
| 青岛海利丰 | 0-2 | 成都谢菲联      |
| ---------- | --- | --------------- |
|            |     | - 汪嵩 52', 61' |

2009年12月11日，在广州山西假球案中作为中介的尤可为交待出了又一次操纵比赛的细节。2007年，成都谢菲联总经理许宏涛、副总经理尤可为以30万元现金和在自己基地为青岛海利丰提供免费冬训一个月为条件，通过青岛队领队刘宏伟收买对方俱乐部，使其在9月22日的中甲联赛第21轮中放水，最终成都以2：0战胜青岛。
2010年2月21日，中国足协确定对成都谢菲联俱乐部、青岛海利丰俱乐部涉假的处罚。成都谢菲联直接降入中甲；海利丰与2009年的“吊射门”事件两罪并罚，取消注册资格，罚款20万元。

#### 2009年青岛海利丰“吊射门”
| 四川智谷 | 0-3 | 青岛海利丰                   |
| -------- | --- | ---------------------------- |
|          |     | - 田勇 13', 55' - 菲利普 76' |

2010年2月24日，公安部再次公布新案情，认定2009年9月2日中国足球甲级联赛第18轮青岛海利丰与四川智谷的比赛中，青岛海利丰董事长杜允琪操控队员打假球。杜允琪在赛前赌球压注全场比赛總入球会达到四个，但是青岛队在比赛只剩20分钟时仍然只能3-0领先对手，此时杜允琪换上队长杜斌，要求球队必须在剩余的比赛中进一球或者失一球。由于四川全力防守，青岛无力再进一球。此时青岛球员竟然连续三次吊射己方球门，当场引发现场球迷的强烈抗议。不过由于门将牟鹏飞的两次扑出队友的射门，再加上第三次射偏，最终比赛仍然是以3-0结束。杜允琪及其他涉假的俱乐部管理层和球员因此被刑事拘留。2012年2月18日，杜允琪被判处有期徒刑7年。

### 中国足协负责人被逮捕
2010年1月21日，中国公安部证实，辽宁公安专案组传讯中国足协副主席南勇、杨一民、原裁判委员会主任张建强调查，目的是查清中国足协利用商业贿赂操纵联赛以及涉嫌赌球。其中南勇被调查的原因与签约皮包公司爱福克斯为主赞助商、任命阿里·汉出任国足主帅等有关。
1月22日，国家体育总局正式宣布：原水上运动管理中心主任韦迪接替南勇，担任足球运动管理中心主任兼党委书记，同时免去南勇与杨一民在足球运动管理中心的一切职务。1月27日，公安部宣布南勇、杨一民、张建强已经被依法刑事拘留。3月1日，公安部再次宣布犯罪嫌疑人已经被依法逮捕。9月6日，中国公安部证实前中国足协专职副主席谢亚龙、前国足领队蔚少辉及前足协技术部主任李冬生被立案调查。
2010年12月，经过近一年的调查、取证后，反黑风暴有了新的进展，被捕的几名官员近日案情都已基本查清，将于2011年初将在辽宁铁岭审理此案。除公安机关外，铁岭市检察院、反贪局正式介入该案，并将以涉嫌“受贿罪”、“渎职罪”、“赌博罪”等罪名向南勇、谢亚龙、杨一民、张健强、蔚少辉和李冬生等人提起公诉。

### 张健强、陸俊裁判群腐案
根據原裁判委员会主任张建强的案件調查發展，2010年3月，新任的国家体育总局足球运动管理中心主任韦迪证实，曾经执法2002年世界盃足球賽、享有“金哨”称号的裁判陆俊已被依法批准逮捕。

## 处理及影响
这一系列案件的调查与审理对于中国足球产生了重大的影响，虽然针对各犯罪嫌疑人司法程序尚未完成，但是公安部对外公布的假球案信息成为足球界处罚俱乐部，以及改革联赛制度的重要依据。

### 涉案俱乐部和个人处罚
2010年2月21日，中国足协纪律委员会对被被公安部扫赌专案组查明涉及假球案的广州足球队、成都谢菲联和青岛海利丰三家俱乐部做出初步处罚决定。广州队、成都谢菲联两家俱乐部被罚降级至中甲联赛，而青岛海利丰队直接取消联赛注册资格，罚款20万。
2013年2月18日，中国足协纪律委员会再次公布对反赌涉案俱乐部的处罚决定：上海申花被剥夺2003年中国足球甲A联赛冠军的称号，并扣除2013赛季中超联赛积分6分，罚款100万元；天津泰达扣除2013赛季中超联赛积分6分，罚款100万元；延边富德扣除2013赛季中甲联赛积分3分，罚款50万元；山东鲁能泰山罚款100万元；长春亚泰、江苏苏宁和河南建业罚款50万元。 此外，还对涉案个人作出处罚，具体如下。
| 姓名   | 原所属单位                       | 原职位                                  | 处罚决定                          |
| ------ | -------------------------------- | --------------------------------------- | --------------------------------- |
| 杨一民 | 足球运动管理中心、中国足协       | 副主任、专职副主席                      | 终身禁止从事任何与足球有关的活动  |
| 张建强 | 足球运动管理中心、中国足协       | 裁判委员会主任                          | 终身禁止从事任何与足球有关的活动  |
| 南勇   | 足球运动管理中心、中国足协       | 主任、党委书记、专职副主席              | 终身禁止从事任何与足球有关的活动  |
| 谢亚龙 | 足球运动管理中心、中国足协       | 主任、党委副书记、专职副主席            | 终身禁止从事任何与足球有关的活动  |
| 蔚少辉 | 足球运动管理中心、中国足协       | 中国足球队领队                          | 终身禁止从事任何与足球有关的活动  |
| 李冬生 | 足球运动管理中心、中国足协       | 技术部主任                              | 终身禁止从事任何与足球有关的活动  |
| 范广鸣 | 足球运动管理中心、中国足协       | 主管商务工作官员                        | 终身禁止从事任何与足球有关的活动  |
| 吕锋   | 中超公司                         | 总经理                                  | 终身禁止从事任何与足球有关的活动  |
| 杨峰   | 中超公司                         | 业务副总监                              | 5年内禁止从事任何与足球有关的活动 |
| 张祖建 | 中超公司                         | 工作人员                                | 5年内禁止从事任何与足球有关的活动 |
| 黄俊杰 | 上海足协                         | 裁判                                    | 终身禁止从事任何与足球有关的活动  |
| 陆俊   | 北京体育大学                     | 裁判                                    | 终身禁止从事任何与足球有关的活动  |
| 周伟新 | 无                               | 裁判                                    | 终身禁止从事任何与足球有关的活动  |
| 万大雪 | 涿州业余体校                     | 裁判                                    | 终身禁止从事任何与足球有关的活动  |
| 高健   | 重庆足协                         | 秘书长                                  | 5年内禁止从事任何与足球有关的活动 |
| 申思   | 上海中远                         | 球员                                    | 终身禁止从事任何与足球有关的活动  |
| 祁宏   | 上海中远                         | 球员                                    | 终身禁止从事任何与足球有关的活动  |
| 江津   | 上海中远                         | 球员                                    | 终身禁止从事任何与足球有关的活动  |
| 李明   | 上海中远                         | 球员                                    | 终身禁止从事任何与足球有关的活动  |
| 楼世芳 | 上海申花                         | 总经理                                  | 5年内禁止从事任何与足球有关的活动 |
| 眭建华 | 上海申花                         | 副总经理                                | 5年内禁止从事任何与足球有关的活动 |
| 张义锋 | 天津泰达                         | 总经理                                  | 5年内禁止从事任何与足球有关的活动 |
| 王珀   | 西藏惠通陆华                     | 总经理                                  | 终身禁止从事任何与足球有关的活动  |
| 丁哲   | 西藏惠通陆华                     | 助理教练                                | 5年内禁止从事任何与足球有关的活动 |
| 杜允琪 | 青岛海利丰                       | 总裁                                    | 终身禁止从事任何与足球有关的活动  |
| 左文清 | 青岛海利丰                       | 主教练                                  | 终身禁止从事任何与足球有关的活动  |
| 王守业 | 青岛海利丰                       | 总经理                                  | 终身禁止从事任何与足球有关的活动  |
| 杜斌   | 青岛海利丰                       | 球员                                    | 终身禁止从事任何与足球有关的活动  |
| 梁明   | 青岛海利丰                       | 球员                                    | 终身禁止从事任何与足球有关的活动  |
| 刘红伟 | 青岛海利丰                       | 领队                                    | 5年内禁止从事任何与足球有关的活动 |
| 沈刘曦 | 浙江绿城                         | 球员                                    | 终身禁止从事任何与足球有关的活动  |
| 胡明华 | 浙江绿城                         | 球员                                    | 终身禁止从事任何与足球有关的活动  |
| 高珲   | 延边队                           | 主教练                                  | 终身禁止从事任何与足球有关的活动  |
| 金光洙 | 延边队                           | 助理教练                                | 终身禁止从事任何与足球有关的活动  |
| 冷波   | 青岛中能                         | 助理教练                                | 终身禁止从事任何与足球有关的活动  |
| 吴晓东 | 广州医药                         | 副总经理                                | 终身禁止从事任何与足球有关的活动  |
| 杨旭   | 广州医药                         | 领队                                    | 终身禁止从事任何与足球有关的活动  |
| 谢彬   | 广州医药                         | 副董事长                                | 5年内禁止从事任何与足球有关的活动 |
| 陈志农 | 广州医药                         | 副董事长                                | 5年内禁止从事任何与足球有关的活动 |
| 许宏涛 | 成都谢菲联                       | 总经理                                  | 5年内禁止从事任何与足球有关的活动 |
| 尤可为 | 成都谢菲联                       | 领队                                    | 5年内禁止从事任何与足球有关的活动 |
| 高峰   | 无锡中邦                         | 球员                                    | 终身禁止从事任何与足球有关的活动  |
| 李丹   | 无锡中邦                         | 球员                                    | 终身禁止从事任何与足球有关的活动  |
| 陈琦   | 无锡中邦                         | 球员                                    | 5年内禁止从事任何与足球有关的活动 |
| 谭旭   | 无锡中邦                         | 球员                                    | 5年内禁止从事任何与足球有关的活动 |
| 陈亮   | 无锡中邦                         | 球员                                    | 5年内禁止从事任何与足球有关的活动 |
| 孙晓鹍 | 无锡中邦                         | 球员                                    | 5年内禁止从事任何与足球有关的活动 |
| 姚幼明 | 无锡中邦                         | 球员                                    | 5年内禁止从事任何与足球有关的活动 |
| 张扬   | 无锡中邦                         | 球员                                    | 5年内禁止从事任何与足球有关的活动 |
| 李志民 | 陕西国力                         | 董事长                                  | 终身禁止从事任何与足球有关的活动  |
| 陈宏   | 重庆力帆                         | 总经理                                  | 5年内禁止从事任何与足球有关的活动 |
| 王学智 | 广州松日                         | 总经理 （任该职位前曾是国际级足球裁判） | 5年内禁止从事任何与足球有关的活动 |
| 慕军   | 广州松日                         | 球员                                    | 5年内禁止从事任何与足球有关的活动 |
| 徐弘   | 四川冠城                         | 主教练                                  | 5年内禁止从事任何与足球有关的活动 |
| 章健   | 沈阳华晨金客                     | 总经理                                  | 5年内禁止从事任何与足球有关的活动 |
| 许晓敏 | 沈阳华晨金客                     | 领队                                    | 5年内禁止从事任何与足球有关的活动 |
| 郭峰   | 北京奥林斯普经贸发展有限责任公司 | 足球经纪人                              | 5年内禁止从事任何与足球有关的活动 |

### 联赛裁判人选抽签制度
南勇、杨一民、张健强等原中国足协官员被逮捕后，新任足管中心主任韦迪及其他官员接任，在中国足球联赛中推行了一些新的制度。中超、中甲联赛各场比赛的裁判人选由过去的裁判委员会等官员人为指定，转变为抽签决定，并提前对外公布，以示公平。

## 已知协助或接受调查的足球界人士
以下人士曾协助调查、接受警方調查、被拘留、被逮捕或被起诉：

### 足协官员
| 姓名   | 原所属单位 | 原职位           | 检察院批捕日期 | 罪名                         | 一审判决                                  |
| ------ | ---------- | ---------------- | -------------- | ---------------------------- | ----------------------------------------- |
| 谢亚龙 | 中国足协   | 专职副主席       | 2010年10月5日  | 涉嫌受贿罪、渎职罪           | 有期徒刑10年6个月，没收个人全部财产       |
| 南勇   | 中国足协   | 专职副主席       | 2010年1月27日  | 涉嫌受贿罪、渎职罪           | 判处有期徒刑10年6个月，没收个人财产20万元 |
| 杨一民 | 中国足协   | 副主席           | 2010年1月27日  | 受贿罪                       | 有期徒刑10年6个月，没收财产20万元         |
| 张建强 | 中国足协   | 裁判委员会主任   | 2010年1月27日  | 受贿罪                       | 有期徒刑12年，没收财产25万元              |
| 蔚少辉 | 中国足协   | 男足国家队领队   | 2010年10月5日  | 涉嫌受贿罪                   | 有期徒刑10年6个月，没收财产20万元         |
| 李冬生 | 中国足协   | 技术部主任       | 2010年10月5日  | 涉嫌受贿罪                   | 有期徒刑9年，罚金10万元                   |
| 范廣鳴 | 中国足协   | 主管商務工作官員 | 2009年11月6日  | 对非国家工作人员行贿罪       | 有期徒刑3年6个月，罚金15万元              |
| 吕锋   | 中超公司   | 总经理           |                | 行贿罪、非国家工作人员受贿罪 | 有期徒刑6年6个月，没收财产15万元          |
| 杨旭   | 廣州市足協 | 秘书长           |                |                              | 有期徒刑3年，没收全部非法收入             |

### 裁判
| 姓名   | 原所属单位 | 罪名                                         | 一审判决                         | 备注                                                                               |
| ------ | ---------- | -------------------------------------------- | -------------------------------- | ---------------------------------------------------------------------------------- |
| 陆俊   | 北京足协   | 非国家工作人员受贿罪                         | 有期徒刑5年6个月，没收财产10万元 | 甲A联赛10年最佳裁判，两度当选亚足联年度最佳裁判                                    |
| 黄俊杰 | 上海足协   | 非国家工作人员受贿罪                         | 有期徒刑7年，没收财产20万元      |                                                                                    |
| 周伟新 | 广州足协   | 非国家工作人员受贿罪、对非国家工作人员行贿罪 | 有期徒刑3年6个月                 | 其2003年曾主裁沈阳主场对北京国安的比赛，由于误判国安禁区内犯规，造成国安罢赛事件。 |
| 万大雪 | 河北足协   | 非国家工作人员受贿罪                         | 有期徒刑6年，没收财产15万元      |                                                                                    |

### 球员及教练
| 姓名   | 原所属单位         | 职位       | 罪名               | 一审判决                        | 备注                       |
| ------ | ------------------ | ---------- | ------------------ | ------------------------------- | -------------------------- |
| 贾秀全 | 中国国家青年足球队 | 主教练     | 涉嫌赌博罪、行贿罪 |                                 | 因认罪态度较好而免于被起诉 |
| 阎毅   | 武汉光谷           | 守门员     |                    |                                 | 曾入选中国国奥队           |
| 丁哲   | 瀋陽金德           | 助理教練   |                    | 不详                            |                            |
| 李雪柏 | 山西路虎           | 球员       |                    |                                 |                            |
| 吕东   | 遼寧隊             | 球员       |                    | 有期徒刑3年，罚金150万元        |                            |
| 冷波   | 青岛贝莱特         | 助理教练   |                    | 有期徒刑3年，没收全部非法收入   |                            |
| 邢锐   | 山东鲁能           | 前队长     |                    | 有期徒刑3年，没收全部非法收入   |                            |
| 胡明华 | 杭州绿城           | 前球员     |                    | 有期徒刑3年，没收全部非法收入   |                            |
| 沈刘曦 | 杭州绿城           | 前球员     |                    | 有期徒刑5年，没收全部非法收入   |                            |
| 左文清 | 青岛海利丰         | 主教练     |                    | 有期徒刑5年，没收全部非法收入   |                            |
| 高晖   | 延边长白虎         | 前主教练   |                    | 有期徒刑3年，没收全部非法收入   |                            |
| 金光铢 | 延边长白虎         | 前助理教练 |                    | 有期徒刑2年，没收全部非法收入   |                            |
| 申思   | 上海国际           | 球员       |                    | 有期徒刑6年，没收全部非法收入   | 中国国家足球队球员         |
| 江津   | 上海国际           | 球员       |                    | 有期徒刑5年半，没收全部非法收入 | 中国国家足球队球员         |
| 祁宏   | 上海国际           | 球员       |                    | 有期徒刑5年半，没收全部非法收入 | 中国国家足球队球员         |
| 小李明 | 上海国际           | 球员       |                    | 有期徒刑5年半，没收全部非法收入 | 中国国家足球队球员         |

### 俱乐部及工作人员
| 姓名                   | 原所属单位             | 原职位         | 罪名                                                   | 一审判决                                   | 备注                 |
| ---------------------- | ---------------------- | -------------- | ------------------------------------------------------ | ------------------------------------------ | -------------------- |
| 王珀                   | 陝西國力、西藏惠通陆华 | 總經理         | 非国家工作人员受贿罪、诈骗罪                           | 有期徒刑8年，罚金23万元                    |                      |
| 李志民                 | 陝西國力               | 董事长         | 非国家工作人员受贿罪                                   | 有期徒刑5年，没收财产25万元                |                      |
| 王鑫                   | 辽宁广原               | 领队兼总经理   | 对非国家工作人员行贿罪、开设赌场罪                     | 有期徒刑7年，罚金330万元                   |                      |
| 杜允琪                 | 青岛海利丰             | 总裁           | 非国家工作人员行贿罪、非国家工作人员受贿罪、非法拘禁罪 | 有期徒刑7年，没收财产10万元                |                      |
| 王守业                 | 青岛海利丰             | 总经理         |                                                        | 有期徒刑5年，没收全部非法收入              |                      |
| 刘红伟                 | 青岛海利丰             | 领队           | 非国家工作人员受贿罪                                   | 有期徒刑1年，缓刑1年，当庭释放             | 曾入选中国国家足球队 |
| 尤可为                 | 成都谢菲联             | 领队兼副总经理 | 对非国家工作人员行贿罪                                 | 有期徒刑1年，缓刑1年，罚金60万元，当庭释放 |                      |
| 许宏涛                 | 成都谢菲联             | 总经理         | 对非国家工作人员行贿罪                                 | 有期徒刑1年，缓刑1年，当庭释放             |                      |
| 陈志农                 | 廣州醫藥               | 副總經理       |                                                        | 有期徒刑2年，缓刑3年，没收全部非法收入     |                      |
| 吳曉東                 | 廣州醫藥               | 副總經理       |                                                        | 有期徒刑3年，没收全部非法收入              |                      |
| 谢斌                   | 廣州醫藥               | 高层           |                                                        | 有期徒刑2年，缓刑3年，没收全部非法收入     |                      |
| 鐘國建                 | 廣州醫藥               | 總經理         |                                                        |                                            |                      |
| 何兵                   | 沈阳金德               | 总经理         |                                                        |                                            |                      |
| 杨巍                   |                        | 经纪人         |                                                        |                                            |                      |
| 张义锋                 | 天津泰达               | 總經理         |                                                        |                                            |                      |
| 郁知非                 | 上海申花               | 總經理         | 职务侵占罪（另案处理）                                 | 有期徒刑4年，罚金30万元                    |                      |
| 楼世芳                 | 上海申花               | 總經理         |                                                        |                                            |                      |
| 成都谢菲联足球俱乐部   |                        |                | 对非国家工作人员行贿罪                                 | 罚金60万元                                 |                      |
| 青岛海利丰足球俱乐部   |                        |                | 对非国家工作人员行贿罪                                 | 罚金200万元                                |                      |
| 山东鲁能泰山足球俱乐部 |                        |                | 对非国家工作人员行贿罪                                 | 罚金100万元                                |                      |
| 上海绿地申花足球俱乐部 |                        |                | 对非国家工作人员行贿罪                                 | 罚金100万元                                |                      |
| 天津泰达足球俱乐部     |                        |                | 对非国家工作人员行贿罪                                 | 罚金100万元                                |                      |
| 延边富德足球俱乐部     |                        |                | 对非国家工作人员行贿罪                                 | 罚金50万元                                 |                      |
| 长春亚泰足球俱乐部     |                        |                | 对非国家工作人员行贿罪                                 | 罚金50万元                                 |                      |
| 江苏苏宁足球俱乐部     |                        |                | 对非国家工作人员行贿罪                                 | 罚金50万元                                 |                      |
| 河南建业足球俱乐部     |                        |                | 对非国家工作人员行贿罪                                 | 罚金50万元                                 |                      |
| 武汉长江足球俱乐部     |                        |                | 非法买卖外汇罪                                         | 罚金233.1万元                              |                      |

## 註腳
1. ↑  其實在大部份漢語方言中，「甲」「假」二字的讀音都不一樣，北京官話属于少数。例如，在中原官話（陕西国力）、膠遼官話（青島中能）、西南官話（四川全興、雲南紅塔和武漢雅琪），兩字不同聲調；湘語（八一湘潭）「假」/tɕiɒ42/,「甲」/kɒ24/；閩南語（廈門廈新）「假」/ka53/,「甲」/kap32/；粵語（廣州太陽神）「假」/ka35/,「甲」/kap33/；吳語（上海申花）「假」/ka44/,「甲」/tɕiæ55/。[9]